# Konzell
Konzell – miejscowość i gmina w Niemczech, w kraju związkowym Bawaria, w rejencji Dolna Bawaria, w regionie Donau-Wald, w powiecie Straubing-Bogen. Leży w Lesie Bawarskim, około 24 km na południowy zachód od Straubingu, przy linii kolejowej Straubing – Cham.

## Dzielnice
W skład gminy wchodzą następujące dzielnice: Konzell, Auggenbach, Denkzell, Gossersdorf i Kasparzell.

## Demografia
| Rok  | Liczba mieszk. |
| ---- | -------------- |
| 1970 | 1707           |
| 1987 | 1751           |
| 2000 | 1759           |
| 2006 | 1783           |

## Oświata
(na 1999)

W gminie znajduje się 50 miejsc przedszkolnych (33 dzieci) oraz szkoła podstawowa (4 nauczycieli, 81 uczniów).